# Victor Gélu
André Jean Victor Gélu (prowans. Victor Gelu; ur. 12 września 1803 w Marsylii, zm. 2 kwietnia 1885 tamże) – poeta i pieśniarz, tworzący w gwarze marsylskiej.
Syn piekarza i krawcowej, od najmłodszych lat uczestniczył w codziennym życiu najuboższych warstw Marsylii. W dzieciństwie był świadkiem okrutnych zamieszek po wstąpieniu na tron Ludwika XVIII. Zdołał ukończyć szkołę średnią mimo poważnych zatargów z uczącymi go zakonnikami. Pracował jako piekarz, kancelista i komediant, często zmieniając miejsce pobytu. Zyskał sobie wielką sławę pieśniami rewolucyjnymi (1840), w których ostro krytykował kler i monarchię. Kolejna edycja jego utworów, ze względu na ich bezkompromisowość i dosadny język, została znacznie złagodzona przez wydawcę. Gélu nie zgodził się przystąpić do felibrów, uważając, że wszelkie próby ożywienia dialektów oksytańskich są z góry skazane na niepowodzenie. Sam jednak pisał i wykonywał swoje pieśni głównie w gwarze marsylskiej dialektu prowansalskiego, żeby wiernie ukazać świat robotników, rzemieślników i włóczęgów, który był mu najbliższy.